# Challenge Cup 2012-2013 (pallavolo maschile)
La Coppa CEV di pallavolo maschile 2012-2013 è stata la 33ª edizione del terzo torneo pallavolistico europeo per squadre di club: iniziata il 20 ottobre 2012, si è conclusa il 24 marzo 2013. Al torneo hanno partecipato 45 squadre e la vittoria finale è andata per la prima volta alla Pallavolo Piacenza.

## Squadre partecipanti
| - Amriswil* - Amstetten - Raiffeisen Waldviertel - Nyborg - Team Bratislava - Mladost Brčko - Brno - Łuczniczka Bydgoszcz* - Unirea Dej - Dinamo Bucarest* - Orion* - Nea Salamis - Fonte do Bastardo | - Førde - Gabrovo - Chênois* - Gentofte - Kommunalnik Grodno - Lycurgus - Chemes Humenné* - Galatasaray - İstanbul BB - Kakanj* - Karavas* - Mladost Kaštela* - Radnički Kragujevac | - Dukla Liberec - Hurrikaani-Loimaa - Lugano - Hapoël Mateh Asher - Menen - Budaŭnik Minsk - Moerser - Näfels - Vojvodina* - Olympiakos - ETTA - Piacenza - Mladi Radnik | - Rennes* - Rovinj - Arīs Salonicco* - CSKA Sofia* - Levski Sofia* - Strassen - Foinikas Syro - Audentese* - Maccabi Tel Aviv* - Tilburg - Studenti Tirana - Ural - Metallurg Zhlobin |

- * Provenienti dalla Coppa CEV

## Primo turno

### Squadre qualificate
| - Kommunalnik Grodno - İstanbul BB - ETTA - Foinikas Syro |

## Secondo turno

### Squadre qualificate
| - Raiffeisen Waldviertel - Unirea Dej - Gabrovo - Galatasaray - Kommunalnik Grodno - Radnički Kragujevac - Dukla Liberec - Hurrikaani-Loimaa | - Lugano - Hapoël Mateh Asher - Menen - Budaŭnik Minsk - Moerser - Olympiakos - Piacenza - Ural |

## Sedicesimi di finale

### Ritorno
- * Entrambe le partite si sono giocate a Bydgoszcz
- **Partita sospesa per disordini sugli spalti e lancio di oggetti

### Squadre qualificate
| - Łuczniczka Bydgoszcz - Galatasaray - Gabrovo - Kommunalnik Grodno - Kakanj - Radnički Kragujevac - Dukla Liberec - Hurrikaani-Loimaa | - Lugano - Budaŭnik Minsk - Moerser - Vojvodina - Olympiakos - Piacenza - Maccabi Tel Aviv - Ural |

## Ottavi di finale

### Squadre qualificate
| - Łuczniczka Bydgoszcz - Galatasaray - Radnički Kragujevac - Dukla Liberec - Budaŭnik Minsk - Piacenza - Maccabi Tel Aviv - Ural |

## Quarti di finale

### Squadre qualificate
| - Łuczniczka Bydgoszcz - Dukla Liberec - Piacenza - Ural |

## Semifinale

### Squadre qualificate
- Piacenza
- Ural[7]

## Finale

### Squadra campione
- Piacenza